# 小行星9518
小行星9518（英語：9518 Robbynaish）是一颗围绕太阳公转的小行星。1978年4月7日，哈佛大学天文台在哈佛大学天文台发现了此天体。
这颗小行星的绝对星等为307.93306等。